# Трансваальский музей
Трансваальский музей — музей естествознания, расположенный в Претории, ЮАР.
Основан 1 декабря 1892 года. Первым директором был назначен Ж. В. Б. Ганнинг. Первые два года музей располагался в здании парламента. В настоящее время Музей расположен на улице Пауля Крюгера напротив Здания муниципалитета Претории. Открыт с 8:00 до 16:00 семь дней в неделю, кроме определённых выходных дней.
В музее представлены фоссилии древних людей, млекопитающих, рыб, рептилий, амфибий и беспозвоночных, полученные в результате африканских раскопок нескольких столетий.

## Галерея

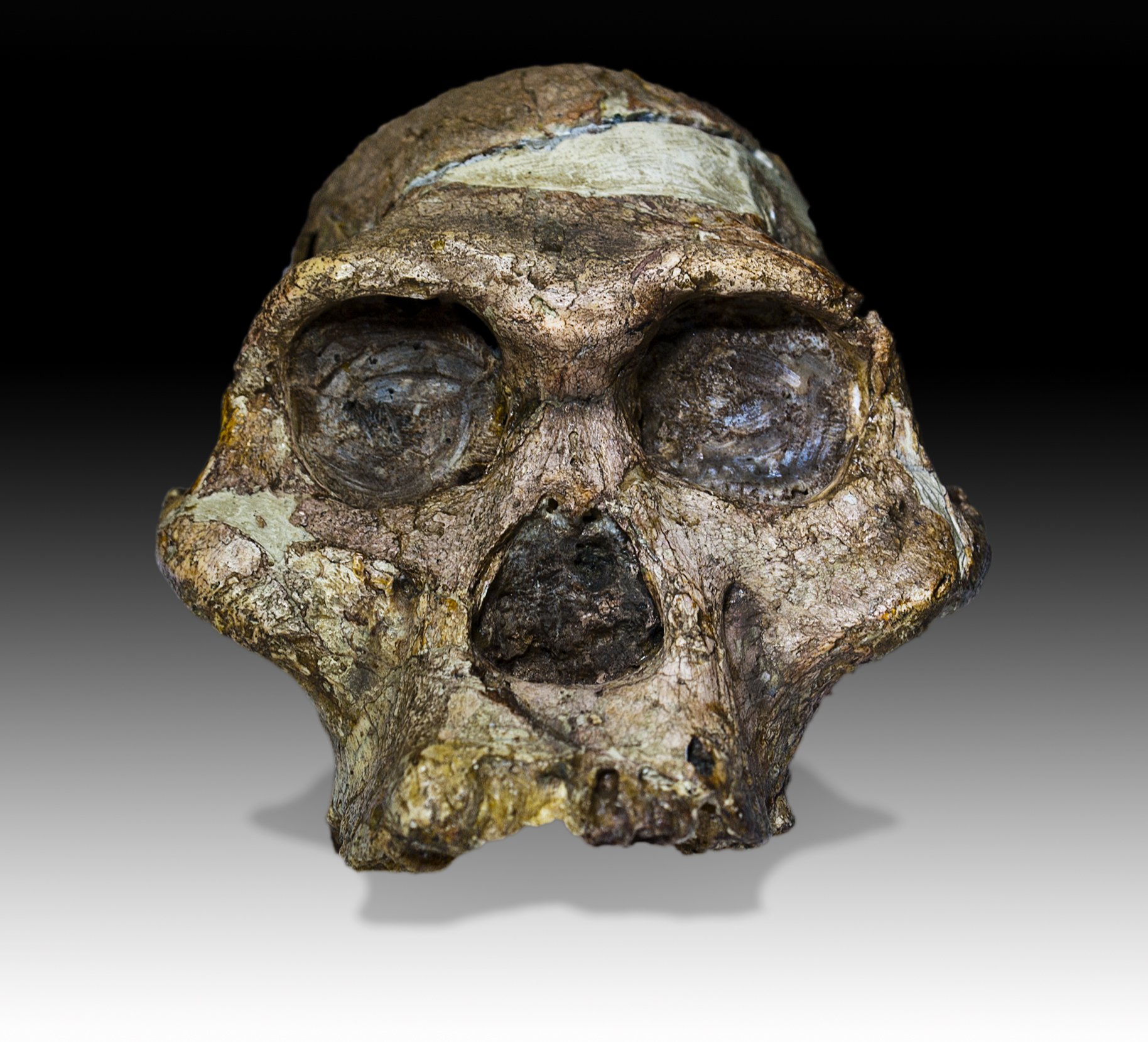
Австралопитек африканский (госпожа Плез, Sts 5)
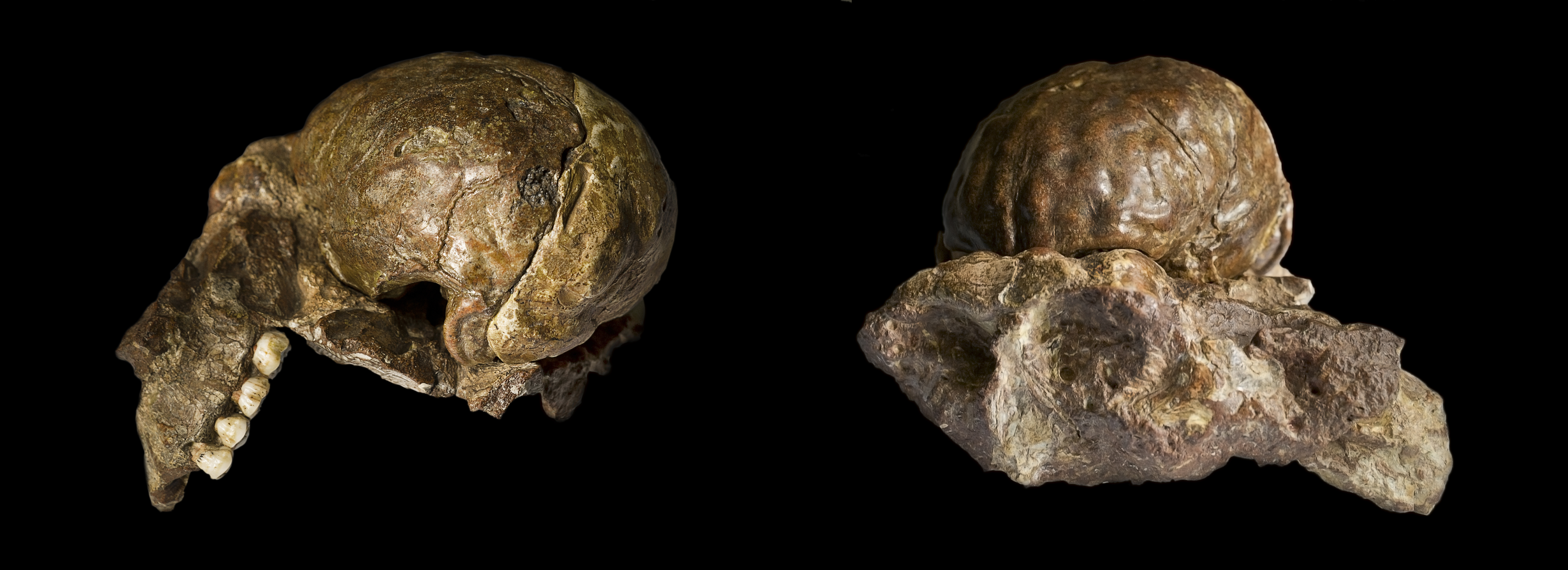
Австралопитек африканский (Sts 60)
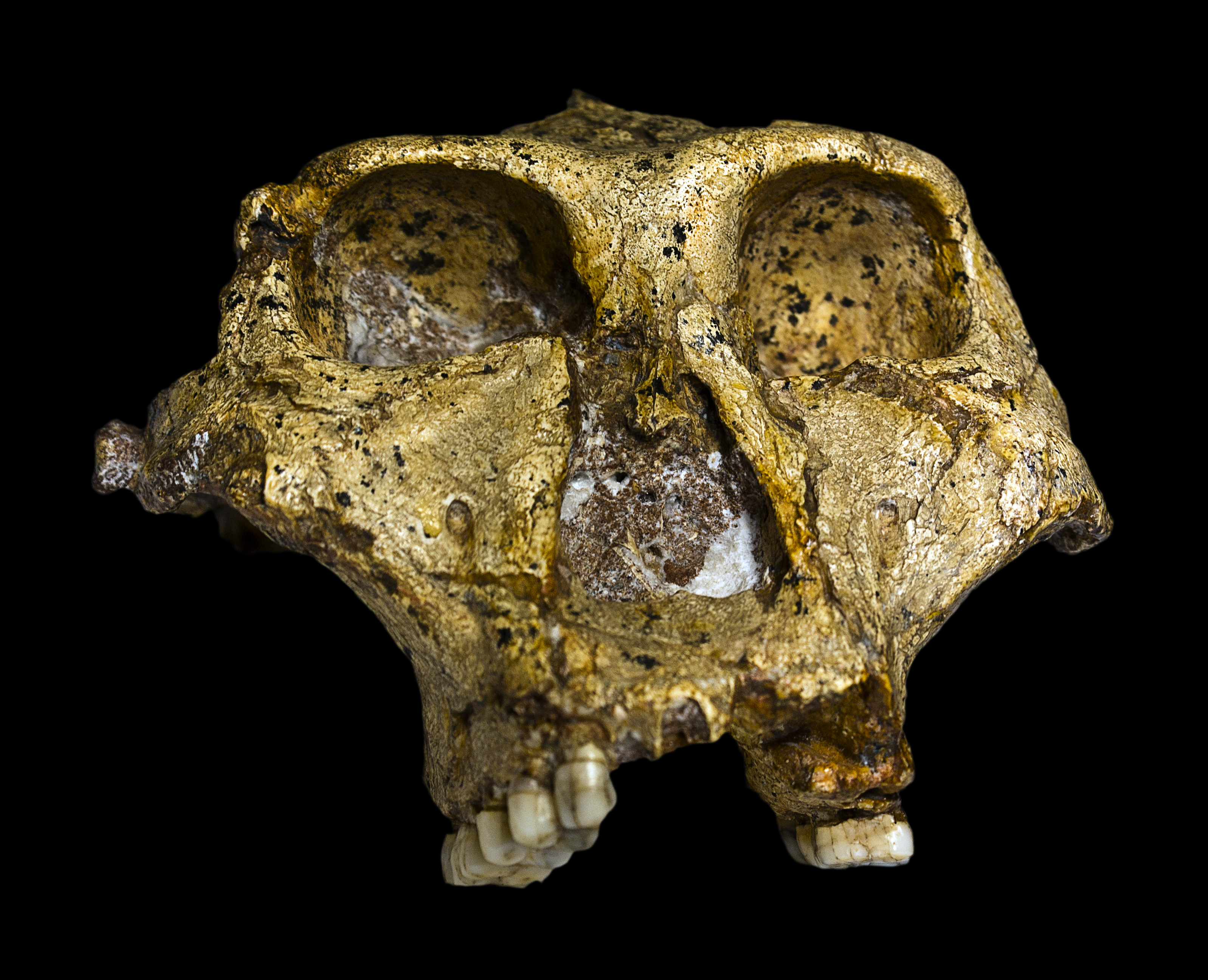
Paranthropus robustus